# Jean-Pierre Genet (Radsportler)

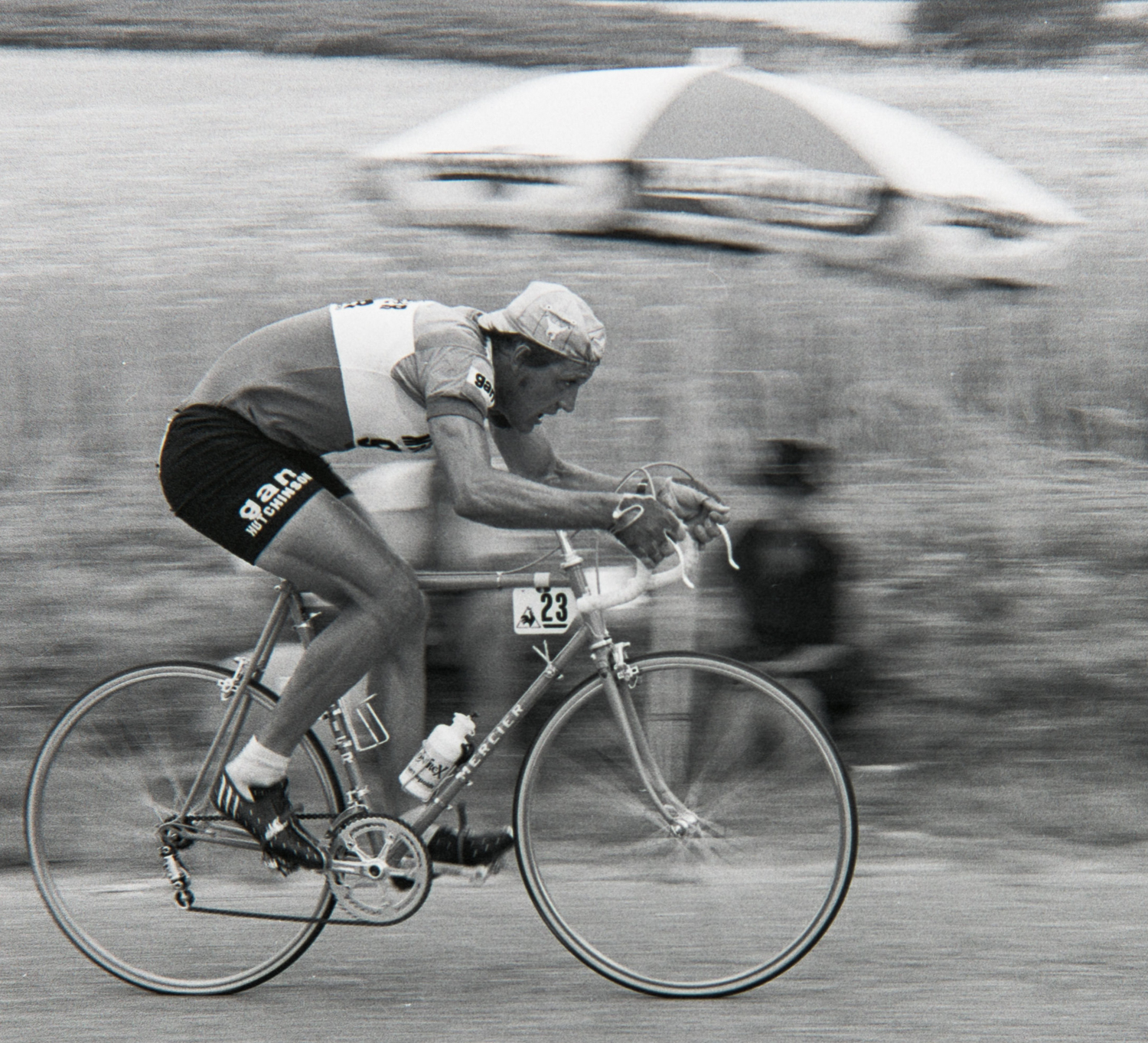
Jean-Pierre Genet bei der Tour de France 1976

Jean-Pierre Genet (* 24. Oktober 1940 in Brest; † 15. März 2005 in Loctudy) war ein französischer Radrennfahrer.
1963 konnte er eine Etappe der Friedensfahrt gewinnen, bei der er als erster Franzose drei Tage das Gelbe Trikot trug. Nach einem Sturz schied er aus dem Rennen aus.
Von 1964 bis 1976 war er Profi. Er fuhr 13-mal die Tour de France und konnte in den Jahren 1968, 1971 und 1974 jeweils eine Etappe gewinnen.

## Teams
| 1964–1969 | Mercier–BP–Hutchinson    |
| 1970–1971 | Fagor–Mercier–Hutchinson |
| 1972–1976 | Gan–Mercier–Hutchinson   |
| 1977      | FFC                      |

## Palmarès
| Zusammenfassung |        |            |                                              |
| Jahr            | Erfolg | Erfolg     | Rennen                                       |
| 1961            | 2.     | 8. Etappe  | Tour de l’Avenir                             |
| 1962            | 2.     | 2.         | Brigueil-le-Chantre (Frankreich)             |
| 1963            | Sieger | 4. Etappe  | Friedensfahrt                                |
| 1965            | Sieger | Sieger     | Plélan-le-Petit (Frankreich)                 |
| 1965            | 2.     | 2.         | Tour de l’Herault (Frankreich)               |
| 1966            | Sieger | Sieger     | Plémy (Frankreich)                           |
| 1966            | 14.    | 14.        | Lüttich–Bastogne–Lüttich                     |
| 1967            | Sieger | Sieger     | Circuit de la Vienne (Frankreich)            |
| 1968            | Sieger | Sieger     | Nancy–Straßburg                              |
| 1968            | 2.     | 2. Etappe  | Tour de France                               |
| 1968            | Sieger | 17. Etappe | Tour de France                               |
| 1969            | 2.     | 2.         | Circuit de l’Armorique (Frankreich)          |
| 1970            | Sieger | Sieger     | Circuit des Boucles de la Seine (Frankreich) |
| 1970            | Sieger | Sieger     | Quimperlé (Frankreich)                       |
| 1971            | Sieger | 4. Etappe  | Tour de France                               |
| 1972            | Sieger | 6. Etappe  | Paris–Nizza                                  |
| 1974            | Sieger | 14. Etappe | Tour de France                               |
| 1976            | 3.     | 3.         | Nationalmeisterschaft Frankreich, Straße     |